# HD 152431
HD 152431，又名CD-3013594，SAO 208176、HR 6273，是一颗恒星，视星等为6.35，位于銀經352.31，銀緯8.16，其B1900.0坐标为赤經16h 48m 13s，赤緯-30° 8.16′ 23″。